# Traité de l'Élysée

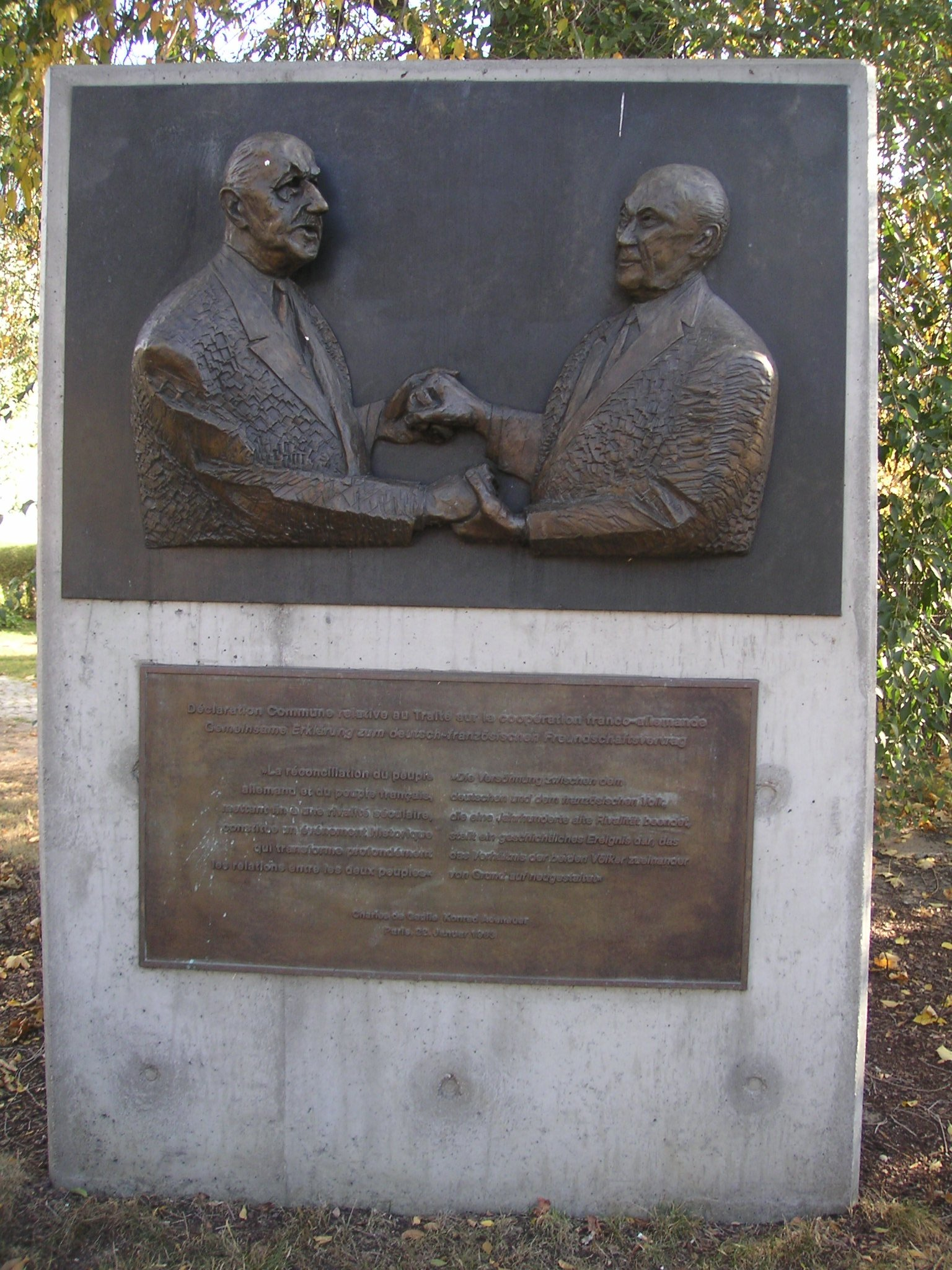
Stèle devant les bureaux de la fondation Konrad-Adenauer à Berlin, représentant la poignée de main d'Adenauer et de Gaulle lors de la signature du traité de l'Élysée.

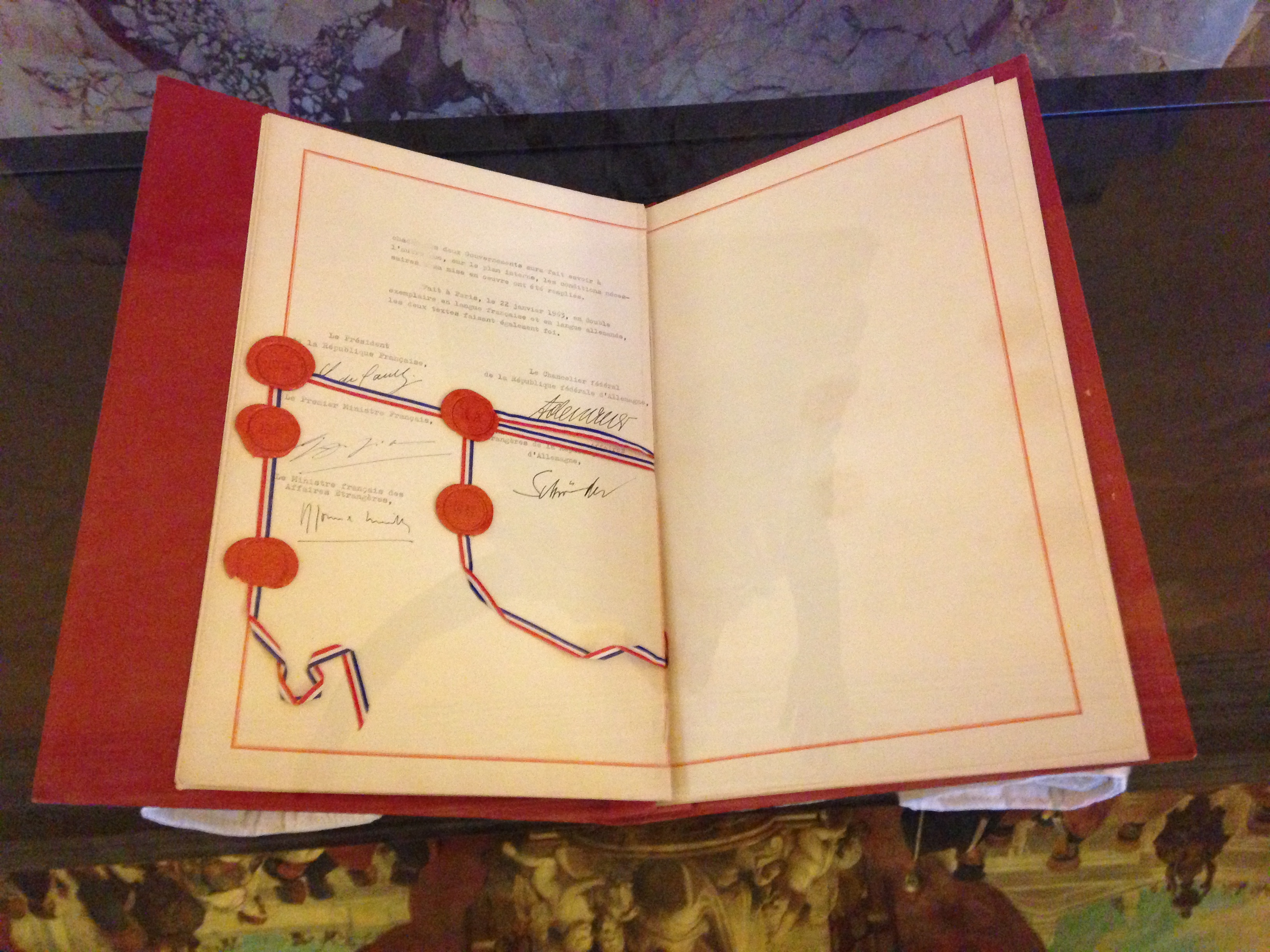
Original du traité de l'Élysée, exposé à l'Assemblée nationale française.

Le traité d'amitié franco-allemand (en allemand : deutsch-französischer Freundschaftsvertrag), dit traité de l'Élysée (Élysée-Vertrag), est un traité bilatéral entre la République fédérale d'Allemagne et la République française signé au palais de l'Élysée le 22 janvier 1963 par le chancelier allemand, Konrad Adenauer, et le président français, Charles de Gaulle. Il définit le cadre d'une coopération entre l'Allemagne et la France dans divers domaines.

## Contexte et objectifs
Pour des articles plus généraux, voir Relations entre l'Allemagne et la France et Politique de « grandeur » du général de Gaulle (1958-1969).
Le traité de l'Élysée fixe les objectifs d'une coopération accrue entre l'Allemagne et la France dans les domaines des relations internationales, de la défense et de l'éducation. Sur le plan politique, il établit un programme pour l'organisation de sommets militaires ou inter-gouvernementaux, afin de soutenir une coopération dans de nombreux domaines, au nombre desquels les Affaires étrangères et la Défense.
L'objectif principal du traité pour de Gaulle, au-delà d'une alliance franco-allemande étroite, est de construire un bloc européen indépendant à la fois des États-Unis et de l'Union soviétique, dans un contexte de guerre froide. En effet, il s'agissait d'éloigner la RFA, et les autres pays de l'Europe des Six, de leur protecteur américain pour les rapprocher de la France, une protection alternative disposant de sa propre force de dissuasion nucléaire.
Vu ces buts, le traité ne mentionne nulle part les États-Unis, le Royaume-Uni, l'OTAN ou le GATT, tous ces éléments étant délibérément exclus par le gouvernement français.
Ce traité entérine la relation de confiance et d'amitié qui s'est instaurée entre les anciens « ennemis héréditaires », à peine dix ans après le début de la réconciliation, amorcée par la déclaration Schuman de 1950 et jalonnée par la création de la Communauté européenne du charbon et de l'acier (1951) et de la Communauté économique européenne (1957). Elle enterre ainsi définitivement une période sombre qui aura coûté la vie à des millions de Français et d'Allemands (guerre franco-allemande de 1870, Première Guerre mondiale et Seconde Guerre mondiale). Ce traité reprend les principales dispositions du Plan Fouchet de 1961 qui avait échoué, mais en les limitant à deux pays.
Un point particulier repose sur le rapprochement des peuples des deux pays. Il était important pour les deux signataires que ce ne soit pas un traité décidé par les chefs d'État, mais que les citoyens se rapprochent les uns des autres. Les jeunesses allemande et française sont particulièrement visées à long terme, l'accent étant mis sur l'apprentissage des langues ainsi que sur l'équivalence des diplômes. La fondation de l'Office franco-allemand pour la jeunesse (OFAJ, ou Deutsch-Französisches Jugendwerk (DFJW) en allemand), de lycées franco-allemands, les échanges internationaux entre les deux pays sont des conséquences directes du traité. Depuis, beaucoup de villes, d'écoles, de régions françaises et allemandes se sont jumelées.
Le lien personnel entre les deux hommes d'État a joué un rôle décisif dans la formation de l'amitié franco-allemande. La première rencontre s'est faite à la Boisserie, le domicile privé de de Gaulle à Colombey les Deux Églises (Haute-Marne) en septembre 1958. Depuis, les bonnes relations entretenues par le Chancelier fédéral allemand Adenauer et le président de la République française de Gaulle ont été le moteur d'une coopération bilatérale.

## Ratification par l'Allemagne
Le 15 juin 1963, le Bundestag de la République fédérale d'Allemagne ratifie le traité de l'Élysée après avoir voté un préambule. Ce document introduit expressément et explicitement les mots et les concepts mêmes que de Gaulle avait opiniâtrement écartés :
- « étroite association entre l'Europe et les États-Unis d'Amérique »,
- « admission de la Grande-Bretagne » (qui intégrera la CEE lors de son premier élargissement en 1973),
- « défense commune dans le cadre de l'Alliance de l'Atlantique nord »,
- « abaissement des barrières douanières avec la Grande-Bretagne et les États-Unis d'Amérique, ainsi que d'autres États, dans le cadre du GATT ».

De Gaulle a employé le terme d'« horrible chapeau » concernant le préambule. Il a réagi avec fureur (à huis clos) à la nouvelle de l'intention du Bundestag d'ajouter le Préambule :

« Les Américains essaient de vider notre traité de son contenu. Ils veulent en faire une coquille vide. Tout ça, pourquoi ? Parce que les politiciens allemands ont peur de ne pas s'aplatir suffisamment devant les Anglo-Saxons !
Ils se conduisent comme des cochons ! Ils mériteraient que nous dénoncions le traité et que nous fassions un renversement d’alliance en nous entendant avec les Russes ! »

Après la ratification, le 3 juillet 1963, au Conseil des ministres, il a exprimé sa profonde déception aux ministres du gouvernement Pompidou :

« Je ne vous le cacherai pas. Déçu par le préambule qu'a imposé le Bundestag. Déçu par la mécanique de la coopération franco-allemande. […] Si le traité allemand n'était pas appliqué, ce ne serait pas le premier dans l'Histoire. »

sans doute par référence au Traité de Versailles.

## Concrétisation
En matière de collaboration scientifique, le traité de l'Élysée permet la création en janvier 1967 de l'Institut Laue-Langevin à Grenoble. Cet institut où collaborent les premières années Français et Allemands, devient au fil des années un succès européen où d'autres pays participent pour obtenir la plus puissante source de neutrons au monde.

## Célébrations

### 10eanniversaire(1973)

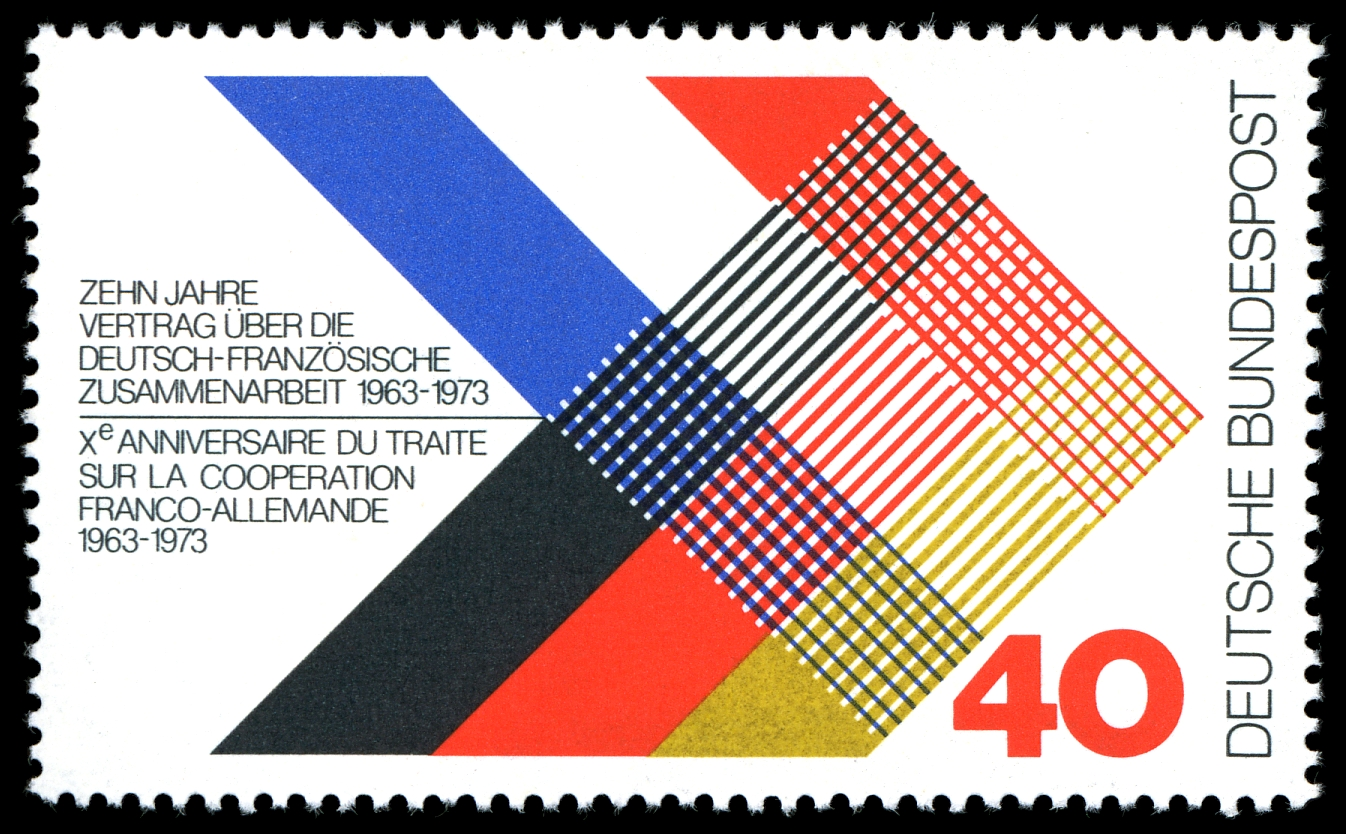
Timbre allemand célébrant les dix ans du traité.

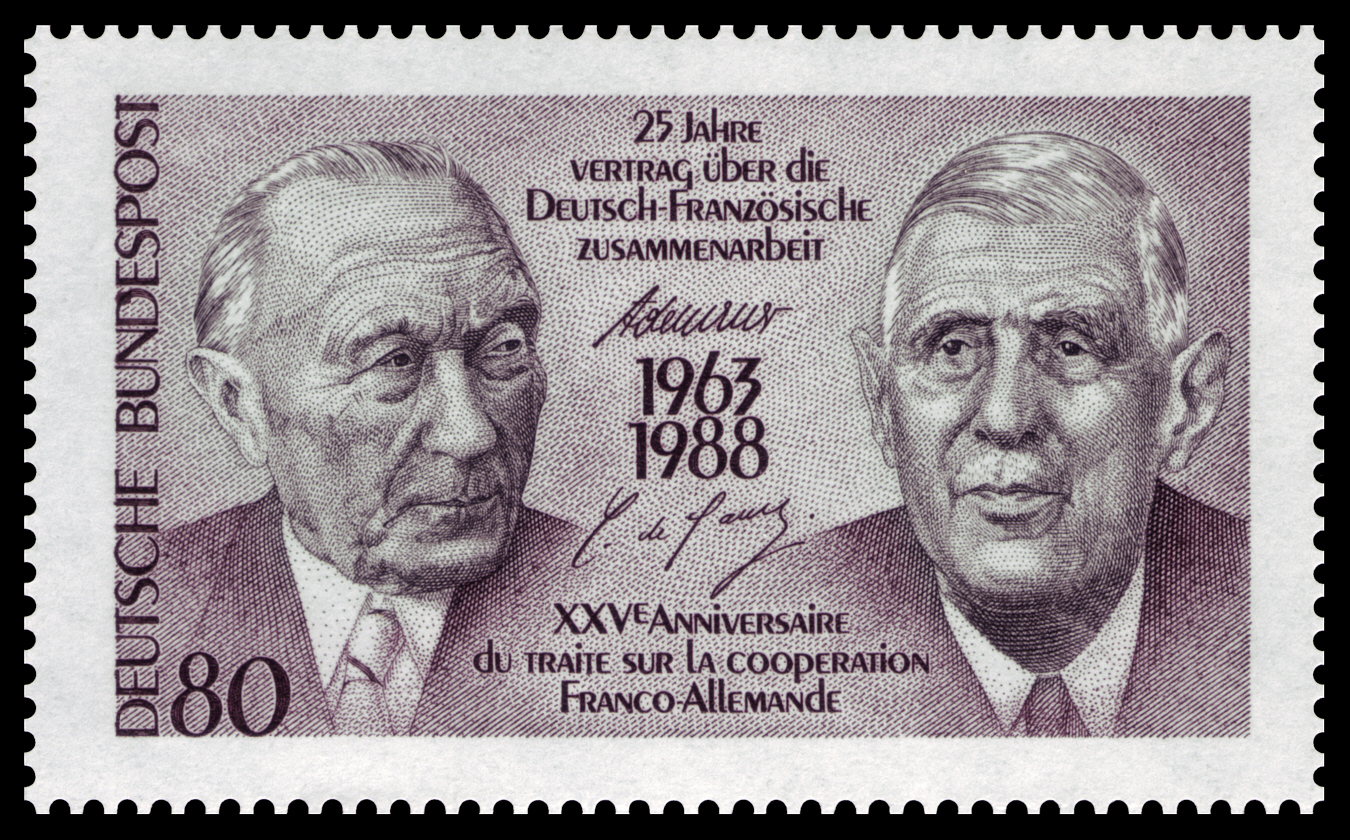
Timbre allemand célébrant les vingt-cinq ans du traité.

Émission conjointe France-RFA d'un timbre de 0,50 francs pour la France et de 40 pfennigs pour la RFA. Ce timbre représente le drapeau français et le drapeau allemand qui s'entremêlent, avec l'inscription « Xe anniversaire du traité sur la coopération franco-allemande 1963-1973 » / « Zehn Jahre Vertrag über die deutsch-französische Zusammenarbeit 1963-1973 ».

### 25eanniversaire(1988)
Émission conjointe France-RFA d'un timbre de 2,20 francs pour la France et de 80 pfennigs pour la RFA. Ce timbre représente Adenauer et de Gaulle, avec l'inscription « XXVe anniversaire du traité sur la coopération franco-allemande » / « 25 Jahre Vertrag über die deutsch-französische Zusammenarbeit ».

### 40eanniversaire(2003)
À l'occasion des célébrations des quarante ans de la signature du traité, en janvier 2003, des formes nouvelles de coordination bilatérale entre la France et l'Allemagne ont été créées (par exemple le Conseil des ministres franco-allemand se réunissant à un rythme bi-annuel, remplaçant les sommets franco-allemands qui avaient été institués par le traité). Un programme commun de formation des cadres de la fonction publique a été mis en place (master européen de gouvernance et d'administration - MEGA).
La journée franco-allemande a lieu tous les ans le 22 janvier depuis ce 40e anniversaire.

### 50eanniversaire(2013)

Pièce commémorative de 2 euros célébrant les cinquante ans du traité.

Pour le cinquantième anniversaire du traité, plusieurs rencontres entre les institutions françaises et allemandes ont lieu. Un conseil des ministres binational présidé par François Hollande, président de la République française, et Angela Merkel, chancelière de la République fédérale d’Allemagne, se tient au Bundestag le 22 janvier 2013, à la suite duquel s'est tenue une déclaration fixant un certain nombre de grands axes politiques de leur action commune. À cette occasion, une conférence de presse conjointe des deux dirigeants a lieu, et une déclaration, dite « déclaration de Berlin », est présentée.
Aussi, deux pièces commémoratives de 2 euros ont été mises en circulation, une par chacun des deux États ayant signé le traité. Elles représentent de Gaulle et Adenauer et portent l'inscription « TRAITÉ DE L'ÉLYSÉE 50 ANS/JAHRE ÉLYSÉE-VERTRAG ».
Gérard Valin-Ruggiero del Ponte a écrit en 2013 une pièce de théâtre, "Le mémorial de Chartres" à l'occasion du cinquantième anniversaire du traité de l'Elysée.

### 60eanniversaire(2023)
Le 60e anniversaire a été notamment célébré à Montbéliard. À Paris, les gouvernements français et allemand ainsi que nombreux membres de l'Assemblée nationale et du Bundestag se rencontrèrent à la Sorbonne pour commémorer l'événement.